# Liste d'élections en 1914
Chronologie des élections
- 1910
- 1911
- 1912
- 1913
- 1914
- 1915
- 1916
- 1917
- 1918

Cet article recense les élections organisées durant l'année 1914.

## Élections nationales en 1914
Cette section concerne les élections législatives et présidentielles dans un état souverain, éventuellement fédéral, ainsi que leurs principaux référendums.
| Date                     | État                   | Élection ou référendum | Contexte                                                                  | Résultat |
| ------------------------ | ---------------------- | ---------------------- | ------------------------------------------------------------------------- | --- |
| 1914                     | Perse                  | Législatives (en)      |                                                                           | Cette section est vide, insuffisamment détaillée ou incomplète. Votre aide est la bienvenue ! Comment faire ? |
| 1914                     | République dominicaine | Présidentielle (en)    |                                                                           | Cette section est vide, insuffisamment détaillée ou incomplète. Votre aide est la bienvenue ! Comment faire ? |
| 1914                     | Équateur               | Législatives (es)      |                                                                           | Cette section est vide, insuffisamment détaillée ou incomplète. Votre aide est la bienvenue ! Comment faire ? |
| Janvier                  | Empire ottoman         | Législatives (en)      |                                                                           | Cette section est vide, insuffisamment détaillée ou incomplète. Votre aide est la bienvenue ! Comment faire ? |
| 11 janvier               | Monténégro             | Législatives (en)      |                                                                           | Cette section est vide, insuffisamment détaillée ou incomplète. Votre aide est la bienvenue ! Comment faire ? |
| 10 février               | Colombie               | Présidentielle         |                                                                           | Cette section est vide, insuffisamment détaillée ou incomplète. Votre aide est la bienvenue ! Comment faire ? |
| 23 février               | Bulgarie               | Législatives (en)      |                                                                           | Cette section est vide, insuffisamment détaillée ou incomplète. Votre aide est la bienvenue ! Comment faire ? |
| 1er mars                 | Brésil                 | Présidentielle (en)    |                                                                           | Cette section est vide, insuffisamment détaillée ou incomplète. Votre aide est la bienvenue ! Comment faire ? |
| 8 mars                   | Espagne                | Générales              |                                                                           | Cette section est vide, insuffisamment détaillée ou incomplète. Votre aide est la bienvenue ! Comment faire ? |
| 22 mars                  | Argentine              | Législatives (en)      |                                                                           | Cette section est vide, insuffisamment détaillée ou incomplète. Votre aide est la bienvenue ! Comment faire ? |
| 27 mars - 4 avril        | Suède                  | 2de Chambre            |                                                                           | Cette section est vide, insuffisamment détaillée ou incomplète. Votre aide est la bienvenue ! Comment faire ? |
| 26 avril - 10 mai        | France                 | Législatives           |                                                                           | Cette section est vide, insuffisamment détaillée ou incomplète. Votre aide est la bienvenue ! Comment faire ? |
| Mai                      | Bolivie                | Législatives (en)      |                                                                           | Cette section est vide, insuffisamment détaillée ou incomplète. Votre aide est la bienvenue ! Comment faire ? |
| 18 - 28 mai              | Roumanie               | Législatives (en)      |                                                                           | Cette section est vide, insuffisamment détaillée ou incomplète. Votre aide est la bienvenue ! Comment faire ? |
| 24 mai                   | Belgique               | Législatives           |                                                                           | Cette section est vide, insuffisamment détaillée ou incomplète. Votre aide est la bienvenue ! Comment faire ? |
| 9 juin                   | Luxembourg             | Législatives           |                                                                           | Cette section est vide, insuffisamment détaillée ou incomplète. Votre aide est la bienvenue ! Comment faire ? |
| 31 août - 3 septembre    | Royaume d'Italie       | Conclave               | Élection du successeur du pape Pie X, décéde le 20 mars[réf. nécessaire]. | Élection de Benoît XV[réf. nécessaire].                                                                       |
| Septembre 1914           | Suède                  | 1re Chambre (sv)       |                                                                           | Cette section est vide, insuffisamment détaillée ou incomplète. Votre aide est la bienvenue ! Comment faire ? |
| 4 - 13 septembre         | Suède                  | 2de Chambre            |                                                                           | Cette section est vide, insuffisamment détaillée ou incomplète. Votre aide est la bienvenue ! Comment faire ? |
| 5 septembre              | Australie              | Fédérales              |                                                                           | Cette section est vide, insuffisamment détaillée ou incomplète. Votre aide est la bienvenue ! Comment faire ? |
| 5 septembre              | Australie              | Sénatoriales (en)      |                                                                           | Cette section est vide, insuffisamment détaillée ou incomplète. Votre aide est la bienvenue ! Comment faire ? |
| 30 septembre - 2 octobre | Liechtenstein          | Législatives (en)      |                                                                           | Cette section est vide, insuffisamment détaillée ou incomplète. Votre aide est la bienvenue ! Comment faire ? |
| 25 octobre               | Suisse                 | Fédérales              |                                                                           | Cette section est vide, insuffisamment détaillée ou incomplète. Votre aide est la bienvenue ! Comment faire ? |
| 25 octobre               | Suisse                 | Référendum (de)        | Arrêté fédéral amendant la constitution                                   | Accepté |
| 1er novembre             | Cuba                   | Législatives (en)      |                                                                           | Cette section est vide, insuffisamment détaillée ou incomplète. Votre aide est la bienvenue ! Comment faire ? |
| 3 novembre               | États-Unis             | Chambre (en)           |                                                                           | Cette section est vide, insuffisamment détaillée ou incomplète. Votre aide est la bienvenue ! Comment faire ? |
| 3 novembre               | États-Unis             | Sénat (en)             |                                                                           | Cette section est vide, insuffisamment détaillée ou incomplète. Votre aide est la bienvenue ! Comment faire ? |
| 29 novembre              | Uruguay                | Sénatoriales (en)      |                                                                           | Cette section est vide, insuffisamment détaillée ou incomplète. Votre aide est la bienvenue ! Comment faire ? |
| 6 décembre               | Nicaragua              | Présidentielle (en)    |                                                                           | Cette section est vide, insuffisamment détaillée ou incomplète. Votre aide est la bienvenue ! Comment faire ? |
| 6 décembre               | Nicaragua              | Législatives           |                                                                           | Cette section est vide, insuffisamment détaillée ou incomplète. Votre aide est la bienvenue ! Comment faire ? |

## Élections en subdivisions nationales en 1914
Cette section concerne les élections législatives dans un État fédéré, une subdivision territoriale ou une colonie d'un État souverain, ainsi que leurs principaux référendums.
| Date             | Subdivision           | État               | Élection ou référendum | Contexte | Résultat |
| ---------------- | --------------------- | ------------------ | ---------------------- | -------- | --- |
| 2 février        | Îles Féroé            | Danemark           | Législatives           |          | Cette section est vide, insuffisamment détaillée ou incomplète. Votre aide est la bienvenue ! Comment faire ? |
| Février          | Suriname              | Pays-Bas           | Législatives (nl)      |          | Cette section est vide, insuffisamment détaillée ou incomplète. Votre aide est la bienvenue ! Comment faire ? |
| 18 mars          | Zambézie du Sud       | Rhodésie           | Législatives (en)      |          | Cette section est vide, insuffisamment détaillée ou incomplète. Votre aide est la bienvenue ! Comment faire ? |
| 18 mai - 20 juin | Fidji                 | Empire britannique | Législatives (en)      |          | Cette section est vide, insuffisamment détaillée ou incomplète. Votre aide est la bienvenue ! Comment faire ? |
| 7 juin           | Entre Ríos            | Argentine          | Provinciales (es)      |          | Cette section est vide, insuffisamment détaillée ou incomplète. Votre aide est la bienvenue ! Comment faire ? |
| 29 juin          | Ontario               | Canada             | Générales              |          | Cette section est vide, insuffisamment détaillée ou incomplète. Votre aide est la bienvenue ! Comment faire ? |
| 10 septembre     | Manitoba              | Canada             | Générales (en)         |          | Cette section est vide, insuffisamment détaillée ou incomplète. Votre aide est la bienvenue ! Comment faire ? |
| 10 septembre     | Islande               | Empire danois      | Législatives (en)      |          | Cette section est vide, insuffisamment détaillée ou incomplète. Votre aide est la bienvenue ! Comment faire ? |
| 21 octobre       | Australie-Occidentale | Australie          | Législatives           |          | Cette section est vide, insuffisamment détaillée ou incomplète. Votre aide est la bienvenue ! Comment faire ? |
| 3 novembre       | Porto Rico            | États-Unis         | Générales (en)         |          | Cette section est vide, insuffisamment détaillée ou incomplète. Votre aide est la bienvenue ! Comment faire ? |
| 26 novembre      | Victoria              | Australie          | Législatives (en)      |          | Cette section est vide, insuffisamment détaillée ou incomplète. Votre aide est la bienvenue ! Comment faire ? |
| 10 - 11 décembre | Nouvelle-Zélande      | ?                  | Législatives (en)      |          | Cette section est vide, insuffisamment détaillée ou incomplète. Votre aide est la bienvenue ! Comment faire ? |